# Winston-Salem Cycling Classic 2018
La 5.ª edición de la Winston-Salem Cycling Classic se celebró el 28 de mayo de 2018 sobre un recorrido de 109,4 km con inicio y fin en la ciudad de Winston-Salem en el estado de Carolina del Norte en Estados Unidos.
La carrera hizo parte del UCI America Tour 2018 como competencia de categoría 1.1 y fue ganada por el ciclista estadounidense Sam Bassetti del equipo Elevate-KHS. El podio lo completaron el ciclista estadounidense Colin Joyce del equipo Rally y el ciclista suizo Fabian Lienhard del equipo Holowesko Citadel.

## Equipos
Tomaron parte en la carrera 14 equipos, de los cuales 2 fueron de categoría Profesional Continental y 12 de categoría Continental. Los equipos participantes fueron:
| Equipos continentales profesionales (2)- Holowesko-Citadel - Rally Cycling Equipos continentales (12)- Elevate-KHS Pro Cycling - Inteja Dominican Cycling Team - Medellín-Éxito - Silber Pro Cycling - 303Project - Aevolo - Amore & Vita-Prodir - Canel's-Specialized - Team CCB Foundation–Sicleri - Cyclus Sports - H&R Block - Probaclac-Devinci |
| |

## Clasificaciones finales
Las clasificaciones finalizaron de la siguiente forma:

### Clasificación general
| \| Clasificación general \| Clasificación general \| Clasificación general \| Clasificación general \| Clasificación general \| \| Ciclista \| Ciclista \| Equipo \| Tiempo \| \| \| --------------------- \| --------------------- \| ----------------------------- \| --------------------- \| --------------------- \| \| 1.º \| Sam Bassetti \| Elevate-KHS Pro Cycling \| 4 h 01 min 05 s \| \| \| 2.º \| Colin Joyce \| Rally Cycling \| + 1 s \| \| \| 3.º \| Fabian Lienhard \| Holowesko Citadel \| + 2 s \| \| \| 4.º \| Diego Milán \| Inteja-Dominican cycling team \| + 2 s \| \| \| 5.º \| Paco Mancebo \| Inteja-Dominican cycling team \| + 7 s \| \| \| 6.º \| Jonathan Caicedo \| Medellín \| + 12 s \| \| \| 7.º \| Weimar Roldán \| Medellín \| + 18 s \| \| \| 8.º \| Nickolas Zukowsky \| Silber Pro Cycling \| + 18 s \| \| \| 9.º \| Kevin Girkins \| Elevate-KHS Pro Cycling \| + 25 s \| \| \| 10.º \| Tyler Magner \| Rally Cycling \| + 1 min 03 s \| \| |                   |                               |                 |
| |                   |                               |                 |
| Fuente: ProCyclingStats |                   |                               |                 |
| Clasificación general |                   |                               |                 |
| Ciclista | Ciclista          | Equipo                        | Tiempo          |
| 1.º | Sam Bassetti      | Elevate-KHS Pro Cycling       | 4 h 01 min 05 s |
| 2.º | Colin Joyce       | Rally Cycling                 | + 1 s           |
| 3.º | Fabian Lienhard   | Holowesko Citadel             | + 2 s           |
| 4.º | Diego Milán       | Inteja-Dominican cycling team | + 2 s           |
| 5.º | Paco Mancebo      | Inteja-Dominican cycling team | + 7 s           |
| 6.º | Jonathan Caicedo  | Medellín                      | + 12 s          |
| 7.º | Weimar Roldán     | Medellín                      | + 18 s          |
| 8.º | Nickolas Zukowsky | Silber Pro Cycling            | + 18 s          |
| 9.º | Kevin Girkins     | Elevate-KHS Pro Cycling       | + 25 s          |
| 10.º | Tyler Magner      | Rally Cycling                 | + 1 min 03 s    |

## UCI World Ranking
La Winston-Salem Cycling Classic otorga puntos para el UCI America Tour 2018 y el UCI World Ranking, este último para corredores de los equipos en las categorías UCI WorldTeam, Profesional Continental y Equipos Continentales. Las siguientes tablas muestran el baremo de puntuación y los 10 corredores que obtuvieron más puntos:
| Posición   | 1.º | 2.º | 3.º | 4.º | 5.º | 6.º | 7.º | 8.º | 9.º | 10.º | 11.º | 12.º | 13.º-15.º | 16.º-25.º |
| Puntuación | 125 | 85  | 70  | 60  | 50  | 40  | 35  | 30  | 25  | 20   | 15   | 10   | 5         | 3         |

| 1.º  | Sam Bassetti      | Elevate-KHS       | 125 |
| 2.º  | Colin Joyce       | Rally             | 85  |
| 3.º  | Fabian Lienhard   | Holowesko Citadel | 70  |
| 4.º  | Diego Milán       | Inteja            | 60  |
| 5.º  | Francisco Mancebo | Inteja            | 50  |
| 6.º  | Jonathan Caicedo  | Medellín          | 40  |
| 7.º  | Weimar Roldán     | Medellín          | 35  |
| 8.º  | Nickolas Zukowsky | Silber            | 30  |
| 9.º  | Kevin Girkins     | Elevate-KHS       | 25  |
| 10.º | Ty Magner         | Rally             | 20  |